# Токарёво (Алтайский край)
Токарёво — село в Новичихинском районе Алтайского края России. Административный центр и единственный населённый пункт Токарёвского сельсовета.

## География
Расположен на юго-западе края, в центре района, у озера Песьяное вблизи лесного массива Барнаульский ленточный бор.
Климат
Климат континентальный, характеризуется коротким летом и малоснежными зимами с метелями.
Средняя температура января −18,8 °C, июля +20 °C. Годовое количество атмосферных осадков — 326 мм.

## История
Согласно Закону Алтайского края от 05 октября 2007 годаТокарёво возглавило образованное муниципальное образование «Токарёвский сельсовет».

## Население
| 1997 | 1998  | 1999  | 2000  | 2001  | 2002  | 2003  | 2004  | 2005  | 2006 | 2007 |
| ---- | ----- | ----- | ----- | ----- | ----- | ----- | ----- | ----- | ---- | ---- |
| 1119 | ↘1104 | ↘1098 | ↘1072 | ↘1032 | ↗1041 | ↘1036 | ↗1039 | ↘1034 | ↘924 | ↘892 |
| 2008 | 2009  | 2010  | 2011  | 2012  | 2013  | 2014  | 2015  | 2016  | 2017 | 2018 |
| ↘851 | ↘823  | ↗831  | ↘829  | ↘824  | ↘800  | ↘786  | ↘759  | ↘749  | ↘731 | ↘721 |
| 2019 | 2020  | 2021  |       |       |       |       |       |       |      |      |
| ↘707 | ↘702  | ↘677  |       |       |       |       |       |       |      |      |

Национальный состав
Согласно результатам переписи 2002 года, в национальной структуре населения русские составляли 94 % от 1053 жителей.

## Инфраструктура
Токаревская ООШ — филиал МКОУ Мельниковская СОШ.
Администрация Токарёвского сельсовета.

## Транспорт
Село доступно автомобильным транспортом по автодороге общего пользования регионального значения 01К-47 Новоегорьевское — Титовка — Новичиха (идентификационный номер 01 ОП Р3 01К-47).
Остановка общественного транспорта «Токарево».